# Křeč
Křeč (latinsky: spasmus, řecky: hyperkinesis) je nefyziologický stav, kdy dochází k nadměrnému či dlouhodobému stahu kosterní nebo hladké svaloviny. Mechanismus vzniku křečí tkví v inervaci svalů, konkrétně ve vyšší dráždivosti nervů či neustálému dráždění nervových synapsí různými mediátory. Křeč může postihovat jeden sval nebo celé svalové skupiny. Déle trvající spasmy hladké svaloviny životně důležitých orgánů (např. bronchospasmus – křeč svaloviny průdušek, spasmus střeva) mohou být život ohrožující.
Stah jednotlivých svalů má jiné příčiny a závažnost než celotělové křeče (záchvaty), které jsou vyvolány ovlivněním funkce mozku.
| Vlastnost   | Svalová křeč                 | Celotělové křeče                                                    |
| ----------- | ---------------------------- | ------------------------------------------------------------------- |
| Rozsah      | lokální (jeden sval/skupina) | celé tělo, větší část těla (jedna strana, samotná končetina)        |
| Vědomí      | zachováno                    | obvykle ztráta vědomí                                               |
| Doba trvání | desítky sekund               | desítky sekund, trvání přes 5 minut je řídké a vysoce závažné       |
| Příčina     | obvykle málo závažná         | porucha funkce mozku (široké spektrum nervových a tělesných příčin) |
| První pomoc | protažení                    | kontrola dechu po skončení křečí                                    |
| Léčba       | tekutiny, hořčík             | dle příčiny                                                         |

## Typy křečí
- klonická (záškuby)
- tonická (ztuhnutí svalovým napětím)
- tonicko-klonická (obvyklé u epilepsie, po počátečním ztuhnutí a pádu následují záškuby končetin)

## Příčiny křečí jednotlivých svalů
- nedostatečný pitný režim
- přetížení svalů
- nedostatek některých minerálů, především hořčíku
- otravou způsobenou například toxiny z hub[1]

## Některé příčiny celotělových křečí
Přibližně 5% lidí zažije během života jeden křečový záchvat, většinou v dětství důsledkem horečky
- febrilní křeče při horečce, nezávažné v období 6 měsíců až 6 let
- epilepsie, jedna z dlouhodobých příčin celotělových křečí
- snížená hladina cukru (hypoglykémie) u diabetiků
- mnoho dalších stavů včetně zástavy srdce (cca 40% náhlých zástav začíní pádem a několika vteřinovými křečemi z přerušení prokrvení mozku, proto je nutné ihned po křečích kontrolovat dýchání)